# Valy u Mariánských Lázní
Valy (bis 1947 Šance, deutsch Schanz) ist eine Gemeinde in Tschechien. Sie liegt 4 km nordwestlich von Marienbad und gehört dem Okres Cheb an.

## Geographie

### Geographische Lage
Der Ort befindet sich am südlichen Rand des Kaiserwaldes in 555 m ü. M. an der Einmündung der Bäche Bahnitý potok (Kothüllbach), Jelení potok (Hirschbach) und Srnčí potok (Rehbach) in den Kosí potok (Amselbach). Östlich erhebt sich der 700 m hohe Srnčí hřbet (Rehknock).

### Nachbargemeinden
Nachbarorte sind Klimentov und Velká Hleďsebe im Süden, Krásné und Sekerské Chalupy im Westen sowie Lázně Kynžvart und Stará Voda im Nordwesten.

## Geschichte
Das Dorf entstand nach dem Dreißigjährigen Krieg am Königswarter Pass, einem Kreuzungspunkt der alten Landesstraßen nach Plan und Eger. 1618 hatte Nikolaus von Globen nach seiner Ernennung zum Hauptmann von Elbogen den Pass von seinen Pfälzer Fahnenjunkern und Streitkräften besetzen lassen. Nach einer anderen Version wird Christoph Heinrich von Zedtwitz auf Königswart als Gründer angesehen, der dort im selben Jahre einen Fischweiher errichten ließ. Nach dessen Tod im Jahre 1621 wurde sein Besitz beschlagnahmt und ein Jahr später an die fünf Brüder Metternich verkauft. Zwischen 1643 und 1644 hielten die Kaiserlichen die Straße und den Pass besetzt.
Die ersten Nachrichten über die Besiedlung der Alten Schanz stammen von 1670; die Siedler kamen wahrscheinlich aus Haselhof (Lískovec). 1678 standen dort drei Häuser, 1692 waren es vier. Bis 1788 wuchs die Alte Schanz auf 37 Häuser an, in denen zwischen 250 und 300 Menschen lebten. Aus den Kriegskarten Kaiser Josephs II. ist ersichtlich, dass die alten steinernen Schanzen erhalten blieben. Sie wurden in der zweiten Hälfte des 19. Jahrhunderts abgebrochen und als Baumaterial zum Hausbau verwendet. 1826 begann der Bau der Chaussee von Pilsen nach Eger; 1872 nahm die Kaiser-Franz-Josefs-Bahn ihren Betrieb auf, ohne dass der Ort zunächst einen Halt erhielt. Dieser entstand erst 1933.
Nach der Ablösung der Patrimonialherrschaften wurde 1848 der Ortsname in Schanz geändert, wobei die Gemeinde zum Gerichtsbezirk Bad Königswart gehörte. 1880 erhielt Schanz seine Selbständigkeit, zur Gemeinde gehörten noch die Einschichten Jägerhaus und Waldfrieden. 1889 wurde die Freiwillige Feuerwehr gegründet; seit 1913 gab es im Dorf elektrischen Strom.
Während des Zweiten Weltkrieges wurde der Bahnhalt zerstört. 1946 erfolgte die Vertreibung der Deutschen. Ein Jahr später wurde der Ortsname von Šance in Valy geändert; der Bahnverkehr begann wieder. 1968 wurde die Schule geschlossen. 1976 kam Valy zu Marienbad und verlor seine Selbständigkeit. Nach 1990 erlangte es diese zurück.